# Alvin Robert Cornelius
Alvin Robert Cornelius (en ourdou : الوین رابرٹ كورنيليس), né le 8 mai 1903 et mort le 21 décembre 1991, est un philosophe, juriste et homme politique pakistanais. Sous le Raj britannique, il rejoint la Ligue musulmane et défend donc le mouvement pour le Pakistan. Né dans une famille anglo-indienne de religion catholique et de langue ourdou, il est l'un des rares chrétiens à soutenir la création de la nouvelle nation, y voyant un moyen de défendre les intérêts des musulmans et des chrétiens du sous-continent indien.
Après la création du pays, Cornelius devient en 1949 le président du Pakistan Cricket Board jusqu'en 1953. En 1960, le général-président Muhammad Ayub Khan le nomme président (Chief Justice) de la Cour suprême du Pakistan, poste qu'il occupe jusqu'en 1968. Il est ensuite brièvement ministre de la Justice de 1969 à 1971.